# الرجال والنسوية
شارك الرجال منذ القرن التاسع عشر في ردود ثقافية وسياسية هامة على الحركة النسوية داخل كل «موجة» من تاريخ الحركة. كان من بين من تلك الردود، السعي لإيجاد فرص متساوية للمرأة في مجموعة من الإصلاحات الاجتماعية، ويحدث ذلك عمومًا من خلال «السيطرة الاستراتيجية» لامتياز الذكورة. يجادل الرجال النسويون جنبًا إلى جنب مع بعض الكتّاب المشهورين مثل بيل هوكس، مع ذلك، فإن تحرير الرجال من القيود الاجتماعية الثقافية للتمييز على أساس الجنس والأدوار الاجتماعية المحددة لكل نوع، هو جزء ضروري من النشاط والثقافة النسوية.

## لمحة تاريخية
كان لدى باركر بيلزبري وغيره من الرجال الذين ألغوا الاسترقاق في الولايات المتحدة، وجهات نظر نسوية، وحُدّدوا علانية على أنهم نسويون، مستخدمين نفوذهم لتعزيز حقوق النساء والعبيد تباعًا.
ساعد بيلزبري في صياغة دستور الجمعية الأمريكية لحقوق المساواة النسوية في عام 1865، وشغل منصب نائب رئيس جمعية نيو هامبشاير للمرأة لدعم حق الاقتراع. حرر باركر في عامي 1868 و1869، جريدة الثورة مع إليزابيث كادي ستانتون.
برزت غالبية المؤلفين المؤيدين للنسوية في فرنسا على مدار القرنين السابع عشر والثامن عشر، منهم فرانسوا بولين دو لا باري، ودنيس ديدرو، وبارون دي هولباخ، وشارل لوي دي سيكوندا. قدّم مونتسكيو شخصيات نسائية، مثل روكسانا في رواية رسائل فارسية، التي هدمت الأنظمة الأبوية، وعرضت حججها ضد الاستبداد. شهد القرن الثامن عشر، انجذاب الفلاسفة الذكور إلى قضايا حقوق الإنسان، والرجال مثل الماركيز دو كوندورسيه، الذين ناصروا تعليم المرأة. طالب الليبراليون، مثل الداعي للنفعية جيرمي بنثام، بالمساواة في حقوق المرأة بكل حسن تقدير، إذ أصبح الناس يعتقدون بشكل متزايد أن النساء يعامَلن بطريقة غير عادلة بموجب القانون.
كان هناك وعي متزايد بكفاح النساء في القرن التاسع عشر. انتقد المؤرخ القانوني البريطاني، السير هنري مين، حتمية المجتمع الأبوي في كتاب القانون القديم (1861). قدّم جون ستيوارت مل، مؤلّف مقال استعباد النساء، في عام 1866، عريضة للدفاع عن حقوق النساء إلى البرلمان البريطاني، وأيّد تعديل مشروع قانون الإصلاح لعام 1867. على الرغم من تركز جهوده على مشاكل النساء المتزوجات، لكنه اعتُبر إقرارًا بأنّ زواج النساء الفيكتوريات، وكان يفرض تضحية بالحرية والحقوق والملكية. تنبع مشاركته في الحركة النسائية من صداقته الطويلة مع هارييت تايلور مل، التي تزوجها في النهاية.
مُنعت النساء في عام 1840، من المشاركة في المؤتمر العالمي لمناهضة الرق في لندن. اعترض مؤيدو النساء الحاضرات قائلين إنّه من النفاق منع النساء والرجال من الجلوس معًا في هذا المؤتمر لإنهاء العبودية؛ واستشهدوا بحجج الفصل العنصري المماثلة في الولايات المتحدة التي استُخدمت لفصل البيض والسود. حين كانت النساء لا يزلن محرومات من الانضمام إلى الاجتماعات، انتفض كل من وليام لويد غاريسون، وتشارلز لينوكس ريمون، وناثانيل بيبودي روجرز، وهنري بروستر ستانتون، واتفقوا جميعًا على الجلوس في صمت مع النساء.
كانت إحدى الحجج ضد مشاركة الإناث، سواء في المؤتمر العالمي لمناهضة الرق، وفي القرن التاسع عشر بشكل عام، هي التلميح بأن المرأة ضعيفة البنية لتحمل على عاتقها مسؤوليات الرجل. عارض توماس وينتورث هيغينسون، مؤيد إلغاء الاسترقاق، قائلًا:
«لا أرى كيف يمكن لأي امرأة أن تتجنب الانفعال والسخط عندما تستيقظ لأوّل مرة على حقيقة أنه ازدراء حقًا وليس تبجيلًا، هو الذي أبقى لجنسها لزمن طويل نصيبًا متساويًا من الحقوق القانونية والسياسية والتعليمية... [تحتاج المرأة إلى حقوق متساوية] ليس لأنها نصف الرجل الأفضل، بل لأنها النصف الآخر. هي بحاجة إليهم، لا بصفتها ملاكًا، بل جزءًا من الإنسانية»
صنّف عالم الاجتماع الأمريكي مايكل كيمل ردود الرجال الأمريكيين على الحركة النسوية في مطلع القرن العشرين إلى ثلاث فئات: مؤيد للحركة النسائية، وذكوري، ومناهض للأنثوية. الرجال المؤيدون للنسوية، اعتقادًا منهم أن التغييرات ستفيد الرجال أيضًا، رحبوا عمومًا بمشاركة المرأة المتزايدة في الصعيد العام، والتنويع في تقسيم العمل في المنزل، وعلى النقيض من ذلك، عارض مناهضو النسوية حق المرأة في التصويت ومشاركتها في الحياة العامة، ودعم نموذج الأسرة الأبوية التقليدي. أخيرًا، تميزت الحركة الذكورية بمجموعات من الرجال، وتطورت لتكون رد فعل غير مباشر على ظاهرة تأنيث الرجولة المتخيلة.

## حركة تحرير الرجال
بدأت حركة تحرير الرجال في أوائل سبعينيات القرن العشرين كونها مجموعات لرفع الوعي لمساعدة الرجال على تحرير أنفسهم من حدود الأدوار الجنسية. حاجج مؤيدو تحرير الرجال بأن تقييد الذكورة، ما هي إلا آلية لتكييف هوية الرجل مع وجود إحساس وحيد بالذكورة، ما يعزز النظام الأبوي. بدلًا من هذا التقييد، دعت حركة تحرير الرجال إلى الاعتراف الصريح بتكاليف الذكورة: وقوع الرجال في فخ دورهم الثابت بمثابة معيل للوحدة العائلية (تتضمن الأب والأم وأطفالهم)، والمحظورات ضد الرجال الذين يعبرون عن المشاعر. الأهم من ذلك، تهدف هذه الحركة إلى جعل انفتاح الرجال بشأن مشاعرهم مقبولًا مع الحفاظ على الرجولة.
رأى بعض العلماء أن العلاقة بين الجنس البيولوجي للذكور والبناء الاجتماعي للرجولة تحدّ من تعاون الرجال مع الحركة النسوية. يتناقض هذا بوضوح مع نظرية دور الجنس التي نظرت إلى النوع الاجتماعي على أنه شيء تحدده الاختلافات البيولوجية بين الجنسين. كانت العناصر الرئيسية الأخرى لحركة تحرير الرجال هي الأفكار التي مفادها أن الأنواع الاجتماعية المتعلقة بالعلاقة بين الجنسين، والتي لا يمكن لكل منها أن توجد دون الأخرى، وأن النوع الاجتماعي عمومًا هو بناء اجتماعي وليس حتمية بيولوجية. لذا، كان باستطاعة الموجة الثانية من الكتّاب المؤيدين للنسوية استكشاف التفاعلات بين الممارسات والمؤسسات الاجتماعية والأفكار حول النوع الاجتماعي.

## حركة حقوق الرجال
ظهرت حملة حقوق الرجل في أمريكا في أوائل الثمانينيات، استجابة للحركة النسوية. يشير الرجال من الحقوقيين النشطاء إلى أنفسهم على أنهم «رجال دين» أو يصنفهم المجتمع أيضًا بهذا الاسم. تعتبر حركة حقوق الرجال وحركة الرجال الأسطورية، جزءًا من رد معادٍ للنسوية في نظر بعض النسويات.
يزعم الذكوريون عدم توازن التقدم النسائي بعد تخليهم عن الامتيازات الأنثوية التقليدية، وأنه من الأفضل تقوية ودعم أنفسهم من خلال إعادة إحياء رجولتهم. ترددت هذه الحجة أيضًا في الأوساط الدينية مع حركة العضلات المسيحية. من المبادئ الموحدة أيضًا، الاعتقاد بمنح مشاكل الرجال اهتمامًا أقل من مشاكل النساء وأن أي اضطهاد سابق للمرأة قد يتحول أو يصبح اضطهادًا للرجال. يستشهد ناشطو حقوق الرجال بالعبء الاقتصادي الذي يوضع على كاهل الرجل عند توليه دور العائل التقليدي للعائلة، ومتوسط العمر المتوقع لدى الرجال، وعدم المساواة، وتفضيل المرأة في قضايا الطلاق، وقوانين الحضانة، وحقوق الإجهاض، لتكون جميعها دليلًا على معاناة الرجال.
حققت الحملة عمومًا أكبر نجاح يمكن الوصول إليه، وذلك بالتمكن من تغيير بعض قوانين الأسرة، خاصة في ما يتعلق بحضانة الأطفال. يؤكد الناشطون على امتياز النظام القضائي الأمريكي في التمييز ضد الآباء في جلسات حضانة الأطفال، لأنه عادة ما يُنظر إلى الأمهات على أنهن مقدمات الرعاية الرئيسيات. يزعمون أن العبء الاقتصادي على كاهل الرجل، كونه العائل المادي للعائلة، زاد من صعوبة مشاركته في تربية الأطفال، وأن قرارات المحكمة نادرًا ما تفسر هذه العقبة.